# NGC 3223
NGC 3223 је спирална галаксија у сазвежђу Шмрк (Пумпа) која се налази на NGC листи објеката дубоког неба.
Деклинација објекта је - 34° 16' 1" а ректасцензија 10h 21m 34,8s. Привидна величина (магнитуда) објекта NGC 3223 износи 11,0 а фотографска магнитуда 11,8. Налази се на удаљености од 35,459 милиона парсека од Сунца. NGC 3223 је још познат и под ознакама IC 2571, ESO 375-12, MCG -6-23-23, IRAS 10193-3400, PGC 30308.